# Crateranthus talbotii
Crateranthus talbotii là một loài thực vật linhin thuộc họ Lecythidaceae.
Loài này có ở Cameroon và Nigeria.
Môi trường sống tự nhiên của chúng là rừngs ẩm vùng đất thấp nhiệt đới hoặc cận nhiệt đới và đầm lầy nhiệt đới hoặc cận nhiệt đới.
Chúng hiện đang bị đe dọa vì mất nơi sống.